# Gryllopsis koshunensis
Gryllopsis koshunensis är en insektsart som först beskrevs av Tokuichi Shiraki 1911.  Gryllopsis koshunensis ingår i släktet Gryllopsis och familjen syrsor. Inga underarter finns listade i Catalogue of Life.